# Senotainia rufiventris
Senotainia rufiventris is een vliegensoort uit de familie van de dambordvliegen (Sarcophagidae). De wetenschappelijke naam van de soort is voor het eerst geldig gepubliceerd in 1897 door Daniel William Coquillett.